# Ханс-Петер Бригел
Ханс-Петер Бригел (на немски: Hans-Peter Briegel, роден на 11 октомври 1955 в Роденбах (Западен Пфалц)) е бивш германски футболист, функционер и настоящ футболен треньор.

## Играч

### Отбори
Бригел, който преди да започне да се занимава с футбол е тренирал лека атлетика, се присъединява към отбора от окръжните лиги Роденбах 1919 когато е чак на 17-годишна възраст. Преди това на десетобоеца са възлагани надежди за олимпийски медал от летните олимпийски игри в Монреал'76. На една от срещите на Роденбах 1919 присъства тогавашния наставник на Кайзерслаутерн Ерих Рибек. Той харесва проявите на играещия тогава в нападение Бригел и го взема в отбора си като го поставя в лявата част на защитата. След преминаването си в елитния Кайзерслаутерн, той играе в Първа Бундеслига в периода 1975-1984 г. След това е привлечен в италианските отбори Хелас Верона и Сампдория Генуа. С веронския клуб Бригел изненадващо става шампион на Италия през 1985 г., а през същата година е първият германски футболист, играещ в чужбина, който става играч на годината в родината си. „Валът от Пфалц“, както е наричан от съвременниците си поради високото си и атлетично телосложение, спира с професионалния футбол през 1988 г.

### Национален отбор
От октомври 1979 до юни 1986 г. Ханс-Петер Бригел записва 72 мача с националната фланелка и отбелязва 4 гола. Върховете в кариерата на футболиста като национален състезател остава европейската титла от 1980 г. и вицешампионските звания от световните първенства в Испания (1982) и Мексико (1986). Преди да заиграе в националния отбор, Бригел записва шест мача за аматьорския национален отбор на Германия от 1976 до 1978 г.

## Треньор
От октомври 1989 до 30 юни 1992 г. Бригел е играещ треньор на аматьорския отбор Гларус. Първата „истинска“ треньорска спирка е Еденкобен (1 юли 1992 - 30 юни 1994). След това бившият защитник тренира Ватеншайд 09 (1 юли 1994 - 20 март 1995) и Бешикташ Истанбул (6 май 1999 - 30 юни 2000). В турския гранд „Валът от Пфалц“ първоначално е помощник на Карл-Хайнц Фелдкамп, а след това поема и поста на старши треньор. От 7 ноември 2001 г. е назначен за наставник на Трабзонспор, където остава до 30 юни 2002 г. Бригел ръководи албанския национален отбор от 21 декември 2002 г. до оттеглянето си на 9 май 2006 г. За половин година ръководи и представителния тим на Бахрейн. За сезон 2007/08 му е предложен треньорския пост в турския първодивизионен клуб Анкарагюджу, но отново е освободен само след 5 месеца начело на отбора.
Най-големият триумф на треньора Бригел са победите на ръководения от него национален отбор на Албания срещу европейския шампион Гърция с наставник Ото Рехагел и срещу Русия в световни квалификации. Тези постижения му носят култов статус в Албания, където много родители кръщават децата си на името на националния селекционер. Легендарна е квартирата на Бригел в албанската столица Тирана, намираща се срещу президентския палат на бившия диктатор Енвер Ходжа.

## Функционер
От лятото на 1996 до оттеглянето си на 21 октомври 1997 г. Бригел е технически директор на Кайзерслаутерн. На 5 ноември 2002 г. той е избран за член на управата на лаутерите, но отново се оттегля от поста си на 10 декември 2003 г.

## Любопитно
Бригел е известен с това, че като футболист винаги играе без предпазни кори под футболните си чорапи.